# Kvalifikace na Mistrovství světa ve fotbale 2026 (CONCACAF)
Kvalifikace na Mistrovství světa ve fotbale 2026 konfederace CONCACAF začala 22. března 2024 a skončí 18. listopadu 2025. Kvalifikují se tři týmy a dva půjdou do baráže. Kvalifikace se neúčastní USA, Kanada a Mexiko, jelikož MS 2026 pořádají.

## Plán
- 1. Kolo (22.–26. březen 2024)
- 2. Kolo (5. červen 2024–10. červen 2025)
- 3. Kolo (1. září–18. listopad 2025)

## Týmy
| Nasazeni do 2. kola                              | Nasazeni do 2. kola                                                     | Nasazeni do 2. kola                                                            | Nasazeni do 2. kola                                                    | Nasazeni do 2. kola                   | Nasazeni do 1. kola                                                        |
| Koš 1                                            | Koš 2                                                                   | Koš 3                                                                          | Koš 4                                                                  | Koš 5                                 | Koš 1                                                                      |
| ------------------------------------------------ | ----------------------------------------------------------------------- | ------------------------------------------------------------------------------ | ---------------------------------------------------------------------- | ------------------------------------- | -------------------------------------------------------------------------- |
| Panama Kostarika Jamajka Honduras Salvador Haiti | Curaçao Trinidad a Tobago Guatemala Nikaragua Antigua a Barbuda Surinam | Svatý Kryštof a Nevis Dominikánská republika Guyana Portoriko Svatá Lucie Kuba | Bermudy Svatý Vincenc a Grenadiny Grenada Montserrat Barbados Dominika | Belize Aruba Kajmanské ostrovy Bahamy | Turks a Caicos Britské Panenské ostrovy Americké Panenské ostrovy Anguilla |

## 1. kolo
Vítězové zápasů postupují do druhého kola. 
| Domácí v 1. zápase        | Celkem         | Hosté v 1. zápase        | 1. zápas | 2. zápas    |
| ------------------------- | -------------- | ------------------------ | -------- | ----------- |
| Anguilla                  | 1 : 1 (4:3 p.) | Turks a Caicos           | 0 : 0    | 1 : 1 (pp.) |
| Americké Panenské ostrovy | 1 : 1 (2:4 p.) | Britské Panenské ostrovy | 1 : 1    | 0 : 0 (pp.) |

## 2. kolo

### Skupina A
| Poř. | Tým               | Z | V | R | P | GV | GI | +/- | B  | Kvalifikace       |
| ---- | ----------------- | - | - | - | - | -- | -- | --- | -- | ----------------- |
| 1.   | Honduras          | 4 | 4 | 0 | 0 | 12 | 2  | +10 | 12 | postup do 3. kola |
| 2.   | Bermudy           | 4 | 2 | 1 | 1 | 9  | 8  | +1  | 7  | postup do 3. kola |
| 3.   | Kuba              | 4 | 2 | 0 | 2 | 6  | 5  | +1  | 6  |                   |
| 4.   | Kajmanské ostrovy | 4 | 1 | 0 | 3 | 1  | 9  | -8  | 3  |                   |
| 5.   | Antigua a Barbuda | 4 | 0 | 1 | 3 | 1  | 5  | -4  | 1  |                   |

| 5. června 2024 15:00 (UTC-4) |        |          |                                                                       |
| Antigua a Barbuda            | 1 : 1  | Bermudy  | ABFA Technical Centre, Piggotts diváci: 404 rozhodčí: Adonis Carrasco |
| Deterville 26'               | Report | 90' Ming | ABFA Technical Centre, Piggotts diváci: 404 rozhodčí: Adonis Carrasco |

| 6. června 2024 18:30 (UTC-6)            |        |           |                                                                                    |
| Honduras                                | 3 : 1  | Kuba      | Estadio Nacional Chelato Uclés, Tegucigalpa diváci: 10 111 rozhodčí: Juan Calderón |
| Lozano 26' Rodríguez 45+2' Castillo 82' | Report | 23' Reyes | Estadio Nacional Chelato Uclés, Tegucigalpa diváci: 10 111 rozhodčí: Juan Calderón |

| 8. června 2024 21:00 (UTC-5) |        |                   |                                                                                     |
| Kajmanské ostrovy            | 1 : 0  | Antigua a Barbuda | Truman Bodden Sports Complex, George Town diváci: 637 rozhodčí: Pierre-Luc Lauzière |
| Campbell 90+1'               | Report |                   | Truman Bodden Sports Complex, George Town diváci: 637 rozhodčí: Pierre-Luc Lauzière |

| 9. června 2024 20:00 (UTC-3) |        |                                                                       |                                                                            |
| Bermudy                      | 1 : 6  | Honduras                                                              | Bermuda National Stadium, Hamilton diváci: 1 021 rozhodčí: Karen Hernández |
| Lewis 45+4'                  | Report | 15' Arriaga 49' Ruiz 53' Rodríguez 57' L. Vega 62' Najar 90+1' Róchez | Bermuda National Stadium, Hamilton diváci: 1 021 rozhodčí: Karen Hernández |

| 11. června 2024 15:30 (UTC-4) |                    |                   |                                         |
| Kuba                          | 3 : 0 (kontumačně) | Kajmanské ostrovy | Estadio Antonio Maceo, Santiago de Cuba |
|                               | Report             |                   | Estadio Antonio Maceo, Santiago de Cuba |

| 4. června 2025 20:00 (UTC-3)                                  |        |                   |                                                             |
| Bermudy                                                       | 5 : 0  | Kajmanské ostrovy | Bermuda National Stadium, Hamilton rozhodčí: Rubiel Vazquez |
| Lewis 12' (pen.) Parfitt 54' Hall 64' Lambe 79' Carpenter 84' | Report |                   | Bermuda National Stadium, Hamilton rozhodčí: Rubiel Vazquez |

| 6. června 2025 15:00 (UTC-4) |        |             |                                                                       |
| Antigua a Barbuda            | 0 : 1  | Kuba        | ABFA Technical Centre, Piggotts diváci: 428 rozhodčí: Kwinsi Williams |
|                              | Report | 45+8' Bravo | ABFA Technical Centre, Piggotts diváci: 428 rozhodčí: Kwinsi Williams |

| 7. června 2025 15:00 (UTC-5) |        |                    |                                                                     |
| Kajmanské ostrovy            | 0 : 1  | Honduras           | Truman Bodden Sports Complex, George Town rozhodčí: Adonis Carrasco |
|                              | Report | 86' (vl.) Robinson | Truman Bodden Sports Complex, George Town rozhodčí: Adonis Carrasco |

| 10. června 2025 16:00 (UTC-4) |        |                      |                                                                                |
| Kuba                          | 1 : 2  | Bermudy              | Estadio Antonio Maceo, Santiago de Cuba diváci: 3 600 rozhodčí: Oliver Vergara |
| Aguirre 58'                   | Report | 6' Parfitt 74' Lambe | Estadio Antonio Maceo, Santiago de Cuba diváci: 3 600 rozhodčí: Oliver Vergara |

| 10. června 2025 20:00 (UTC-6) |        |                   |                                                                                   |
| Honduras                      | 2 : 0  | Antigua a Barbuda | Estadio Nacional Chelato Uclés, Tegucigalpa diváci: 7 905 rozhodčí: Waldir García |
| Montes 49' A. Vega 80'        | Report |                   | Estadio Nacional Chelato Uclés, Tegucigalpa diváci: 7 905 rozhodčí: Waldir García |

### Skupina B
| Poř. | Tým                   | Z | V | R | P | GV | GI | +/- | B  | Kvalifikace       |
| ---- | --------------------- | - | - | - | - | -- | -- | --- | -- | ----------------- |
| 1.   | Kostarika             | 4 | 4 | 0 | 0 | 17 | 1  | +16 | 12 | postup do 3. kola |
| 2.   | Trinidad a Tobago     | 4 | 2 | 1 | 1 | 16 | 7  | +9  | 7  | postup do 3. kola |
| 3.   | Grenada               | 4 | 2 | 1 | 1 | 11 | 7  | +4  | 7  |                   |
| 4.   | Svatý Kryštof a Nevis | 4 | 1 | 0 | 3 | 5  | 13 | -8  | 3  |                   |
| 5.   | Bahamy                | 4 | 0 | 0 | 4 | 1  | 22 | -21 | 0  |                   |

### Skupina C
| Poř. | Tým         | Z | V | R | P | GV | GI | +/- | B  | Kvalifikace       |
| ---- | ----------- | - | - | - | - | -- | -- | --- | -- | ----------------- |
| 1.   | Curaçao     | 4 | 4 | 0 | 0 | 15 | 2  | +13 | 12 | postup do 3. kola |
| 2.   | Haiti       | 4 | 3 | 0 | 1 | 11 | 7  | +4  | 9  | postup do 3. kola |
| 3.   | Svatá Lucie | 4 | 1 | 1 | 2 | 5  | 9  | -4  | 4  |                   |
| 4.   | Aruba       | 4 | 0 | 2 | 2 | 3  | 10 | -7  | 2  |                   |
| 5.   | Barbados    | 4 | 0 | 1 | 3 | 4  | 10 | -6  | 1  |                   |

### Skupina D
| Poř. | Tým        | Z | V | R | P | GV | GI | +/- | B  | Kvalifikace       |
| ---- | ---------- | - | - | - | - | -- | -- | --- | -- | ----------------- |
| 1.   | Panama     | 4 | 4 | 0 | 0 | 10 | 1  | +9  | 12 | postup do 3. kola |
| 2.   | Nikaragua  | 4 | 3 | 0 | 1 | 9  | 4  | +5  | 9  | postup do 3. kola |
| 3.   | Guyana     | 4 | 2 | 0 | 2 | 6  | 4  | +2  | 6  |                   |
| 4.   | Montserrat | 4 | 1 | 0 | 3 | 3  | 10 | -7  | 3  |                   |
| 5.   | Belize     | 4 | 0 | 0 | 4 | 1  | 10 | -9  | 0  |                   |

### Skupina E
| Poř. | Tým                      | Z | V | R | P | GV | GI | +/- | B  | Kvalifikace       |
| ---- | ------------------------ | - | - | - | - | -- | -- | --- | -- | ----------------- |
| 1.   | Jamajka                  | 4 | 4 | 0 | 0 | 8  | 2  | +6  | 12 | postup do 3. kola |
| 2.   | Guatemala                | 4 | 3 | 0 | 1 | 13 | 5  | +8  | 9  | postup do 3. kola |
| 3.   | Dominikánská republika   | 4 | 2 | 0 | 2 | 11 | 5  | +6  | 6  |                   |
| 4.   | Dominika                 | 4 | 1 | 0 | 3 | 5  | 14 | -9  | 3  |                   |
| 5.   | Britské Panenské ostrovy | 4 | 0 | 0 | 4 | 0  | 11 | -11 | 0  |                   |

### Skupina F
| Poř. | Tým                       | Z | V | R | P | GV | GI | +/- | B  | Kvalifikace       |
| ---- | ------------------------- | - | - | - | - | -- | -- | --- | -- | ----------------- |
| 1.   | Surinam                   | 4 | 3 | 1 | 0 | 10 | 2  | +8  | 10 | postup do 3. kola |
| 2.   | Salvador                  | 4 | 2 | 2 | 0 | 7  | 2  | +5  | 8  | postup do 3. kola |
| 3.   | Portoriko                 | 4 | 2 | 1 | 1 | 10 | 2  | +8  | 7  |                   |
| 4.   | Svatý Vincenc a Grenadiny | 4 | 1 | 0 | 3 | 9  | 9  | 0   | 3  |                   |
| 5.   | Anguilla                  | 4 | 0 | 0 | 4 | 0  | 21 | -21 | 0  |                   |

## 3. kolo

### Skupina A
| Poř. | Tým       | Z | V | R | P | GV | GI | +/- | B | Kvalifikace                                                                     |
| ---- | --------- | - | - | - | - | -- | -- | --- | - | ------------------------------------------------------------------------------- |
| 1.   | Panama    | 0 | 0 | 0 | 0 | 0  | 0  | 0   | 0 | postup na MS 2026                                                               |
| 2.   | Salvador  | 0 | 0 | 0 | 0 | 0  | 0  | 0   | 0 | Dva nejlépe umístěné týmy z druhého místa postupují do mezikontinentální baráže |
| 3.   | Guatemala | 0 | 0 | 0 | 0 | 0  | 0  | 0   | 0 |                                                                                 |
| 4.   | Surinam   | 0 | 0 | 0 | 0 | 0  | 0  | 0   | 0 |                                                                                 |

### Skupina B
| Poř. | Tým               | Z | V | R | P | GV | GI | +/- | B | Kvalifikace                                                                     |
| ---- | ----------------- | - | - | - | - | -- | -- | --- | - | ------------------------------------------------------------------------------- |
| 1.   | Jamajka           | 0 | 0 | 0 | 0 | 0  | 0  | 0   | 0 | postup na MS 2026                                                               |
| 2.   | Curaçao           | 0 | 0 | 0 | 0 | 0  | 0  | 0   | 0 | Dva nejlépe umístěné týmy z druhého místa postupují do mezikontinentální baráže |
| 3.   | Trinidad a Tobago | 0 | 0 | 0 | 0 | 0  | 0  | 0   | 0 |                                                                                 |
| 4.   | Bermudy           | 0 | 0 | 0 | 0 | 0  | 0  | 0   | 0 |                                                                                 |

### Skupina C
| Poř. | Tým       | Z | V | R | P | GV | GI | +/- | B | Kvalifikace                                                                     |
| ---- | --------- | - | - | - | - | -- | -- | --- | - | ------------------------------------------------------------------------------- |
| 1.   | Kostarika | 0 | 0 | 0 | 0 | 0  | 0  | 0   | 0 | postup na MS 2026                                                               |
| 2.   | Honduras  | 0 | 0 | 0 | 0 | 0  | 0  | 0   | 0 | Dva nejlépe umístěné týmy z druhého místa postupují do mezikontinentální baráže |
| 3.   | Haiti     | 0 | 0 | 0 | 0 | 0  | 0  | 0   | 0 |                                                                                 |
| 4.   | Nikaragua | 0 | 0 | 0 | 0 | 0  | 0  | 0   | 0 |                                                                                 |

### Žebříček týmů na druhých místech
| Poř. | Tým      | Z | V | R | P | GV | GI | +/- | B | Kvalifikace                        |
| ---- | -------- | - | - | - | - | -- | -- | --- | - | ---------------------------------- |
| 1.   | Salvador | 0 | 0 | 0 | 0 | 0  | 0  | 0   | 0 | postup do mezikontinentální baráže |
| 2.   | Curaçao  | 0 | 0 | 0 | 0 | 0  | 0  | 0   | 0 | postup do mezikontinentální baráže |
| 3.   | Honduras | 0 | 0 | 0 | 0 | 0  | 0  | 0   | 0 |                                    |